# Galesville (Wisconsin)
Galesville es una ciudad ubicada en el condado de Trempealeau en el estado estadounidense de Wisconsin. En el Censo de 2010 tenía una población de 1.481 habitantes y una densidad poblacional de 389,26 personas por km².

## Geografía
Galesville se encuentra ubicada en las coordenadas 44°4′59″N 91°21′31″O / 44.08306, -91.35861. Según la Oficina del Censo de los Estados Unidos, Galesville tiene una superficie total de 3.8 km², de la cual 3.52 km² corresponden a tierra firme y (7.35%) 0.28 km² es agua.

## Demografía
Según el censo de 2010, había 1.481 personas residiendo en Galesville. La densidad de población era de 389,26 hab./km². De los 1.481 habitantes, Galesville estaba compuesto por el 96.62% blancos, el 0.14% eran afroamericanos, el 0.2% eran amerindios, el 1.01% eran asiáticos, el 0% eran isleños del Pacífico, el 0.41% eran de otras razas y el 1.62% pertenecían a dos o más razas. Del total de la población el 1.22% eran hispanos o latinos de cualquier raza.